# Mayans M.C.
 (mars 2021).
Si vous disposez d'ouvrages ou d'articles de référence ou si vous connaissez des sites web de qualité traitant du thème abordé ici, merci de compléter l'article en donnant les références utiles à sa vérifiabilité et en les liant à la section « Notes et références ».
Sons of Anarchy
Mayans M.C. est une série télévisée américaine en cinquante épisodes d'environ 60 minutes créée par Kurt Sutter et Elgin James (en), diffusée entre le 4 septembre 2018 et le 19 juillet 2023 sur FX. Série dérivée de Sons of Anarchy, elle se déroule dans le même univers fictif et traite des rivaux devenus alliés des Sons, le Mayans Motorcycle Club.

## Synopsis
La série se déroule deux ans et demi après la fin de Sons of Anarchy dans une ville imaginaire de Californie nommée Santo Padre à la frontière avec le Mexique. La série se focalise sur le combat d'EZ, un prospect du Mayans M.C. aux prises avec ses démons.
Le club travaille avec le cartel Galindo mais certains de ses membres ont leurs intérêts propres.

## Distribution

### Acteurs principaux
- J. D. Pardo (VF : Franck Lorrain) : Ezekiel « EZ » Reyes, prospect des Mayans de Santo Padre
- Clayton Cardenas (VF : Marc Saez) : Angel Reyes, frère d'EZ et membre des Mayans de Santo Padre
- Sarah Bolger (VF : Lydia Cherton) : Emily Thomas, femme de Miguel Galindo et ex d'EZ
- Michael Irby (VF : David Krüger) : Obispo « Bishop » Losa, président des Mayans de Santo Padre
- Raoul Trujillo (VF : Éric Peter) : Che « Taza » Romero, vice-président des Mayans de Santo Padre
- Antonio Jaramillo (VF : Pierre-François Pistorio) : Michael « Riz » Ariza, secrétaire des Mayans de Santo Padre
- Richard Cabral (VF : Jérémy Prévost) : Johnny « Coco » Cruz, membre des Mayans de Santo Padre
- Carla Baratta (es) (VF : Leslie Lipkins) : Louisa « Adelita » Espina, chef des "Los Olvidados", organisation luttant contre le cartel Galindo
- Danny Pino (VF : Xavier Fagnon) : Miguel Galindo, chef du cartel Galindo et fils du fondateur
- Edward James Olmos (VF : Christian Pélissier) : Felipe Reyes, père d'EZ et Angel

Photos des acteurs principaux
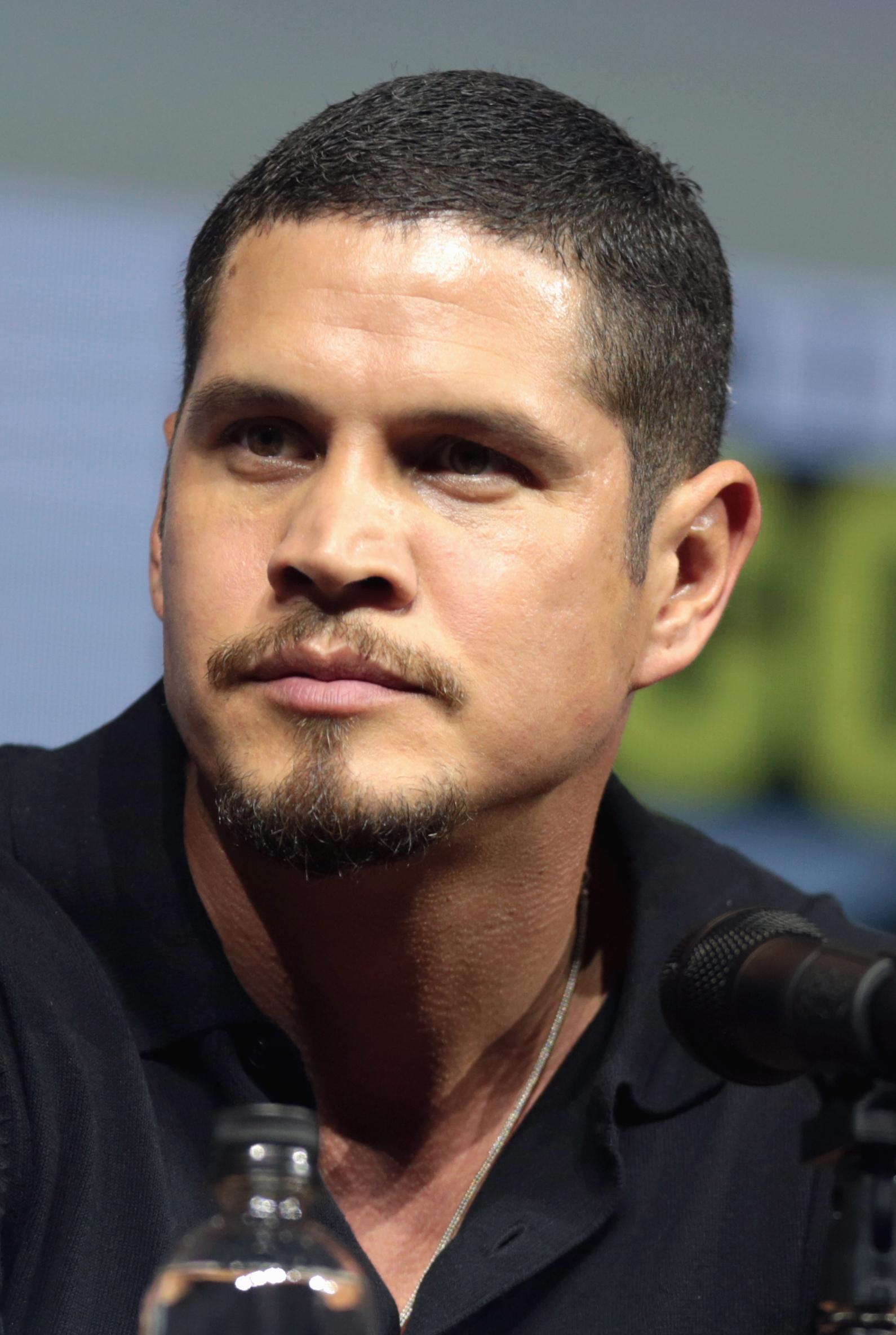
J. D. Pardo dans le rôle d'Ezekiel « EZ » Reyes.
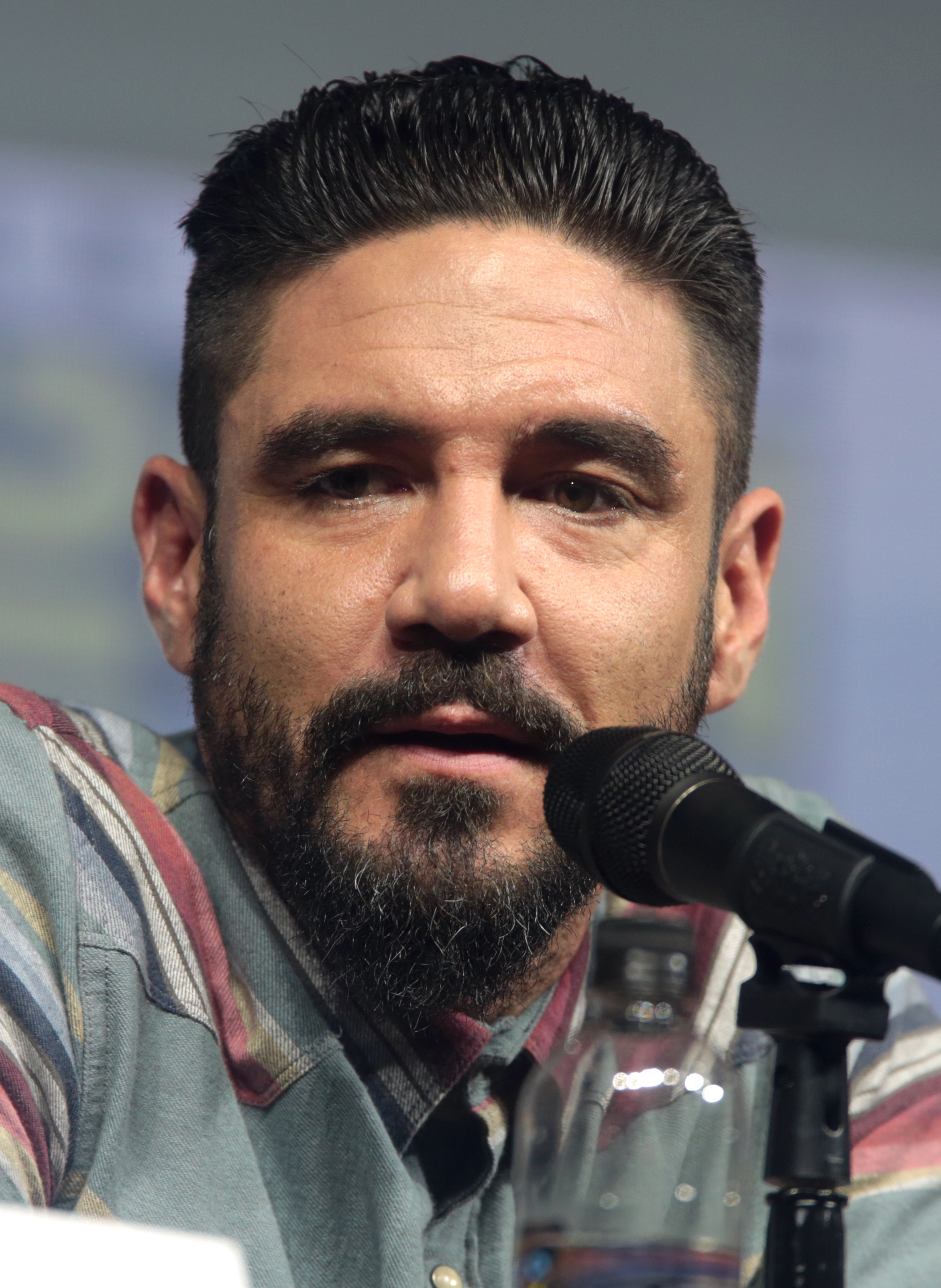
Clayton Cardenas dans le rôle d'Angel Reyes.
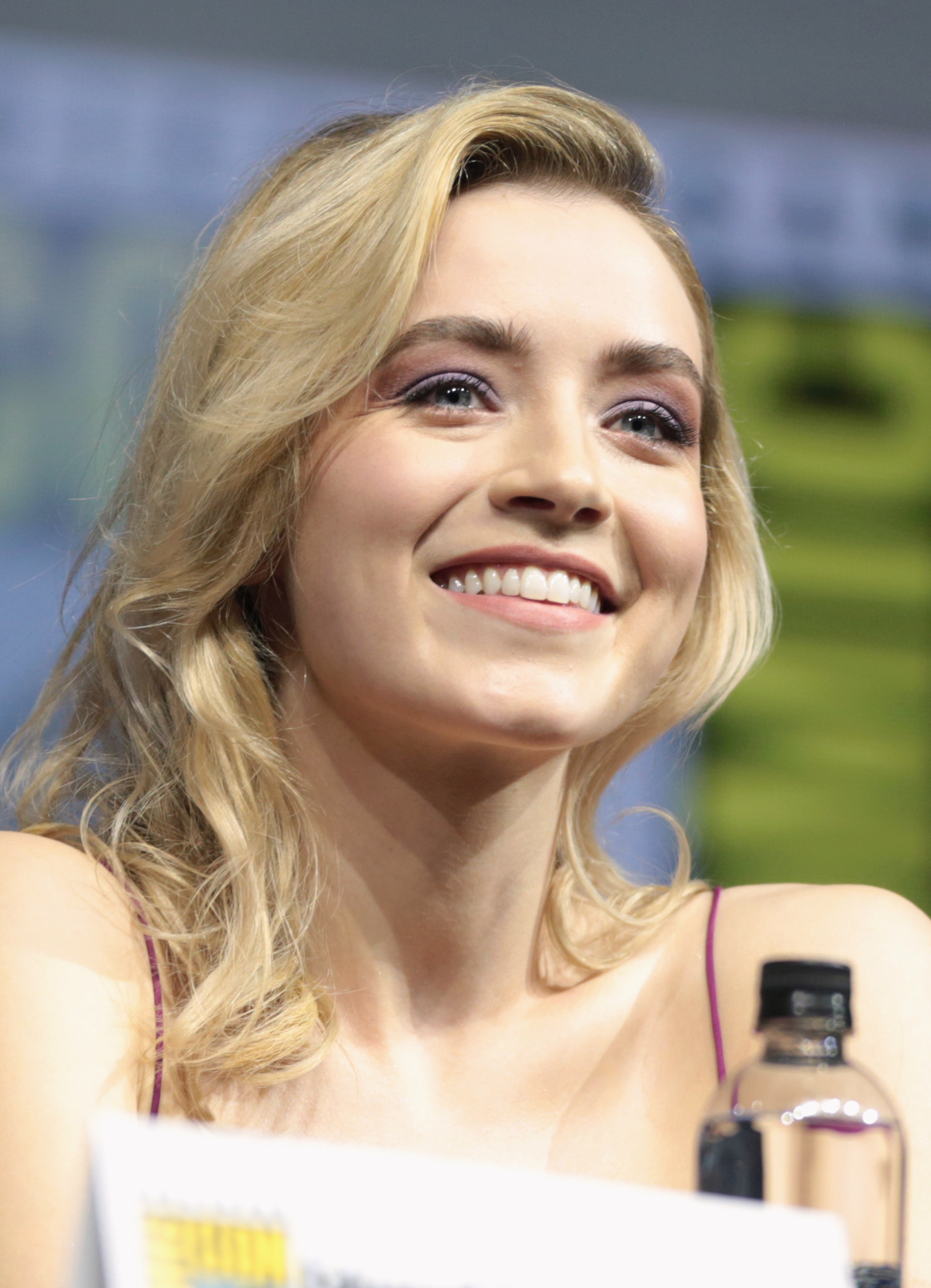
Sarah Bolger dans le rôle d'Emily Thomas.
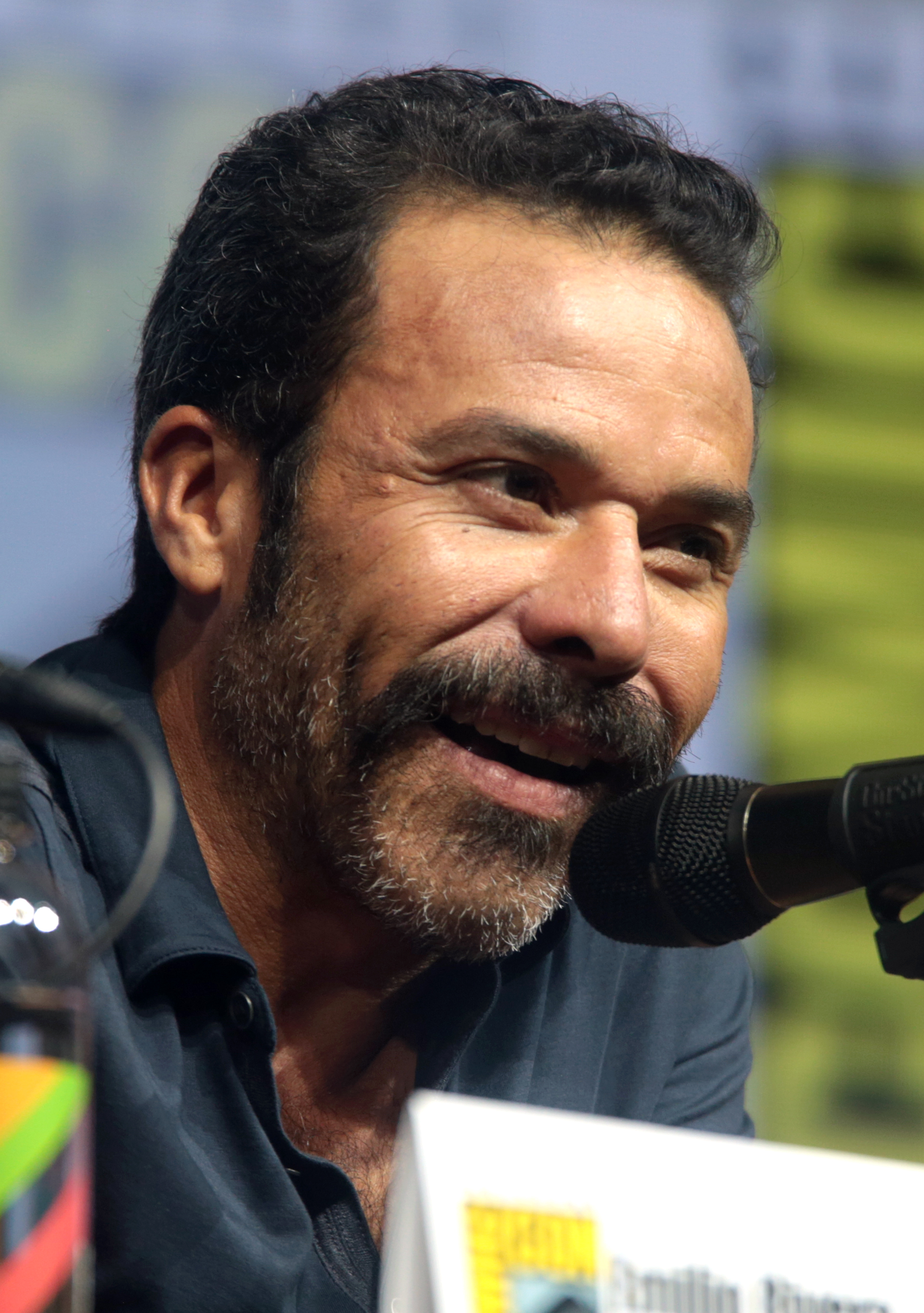
Michael Irby dans le rôle d'Obispo « Bishop » Losa.
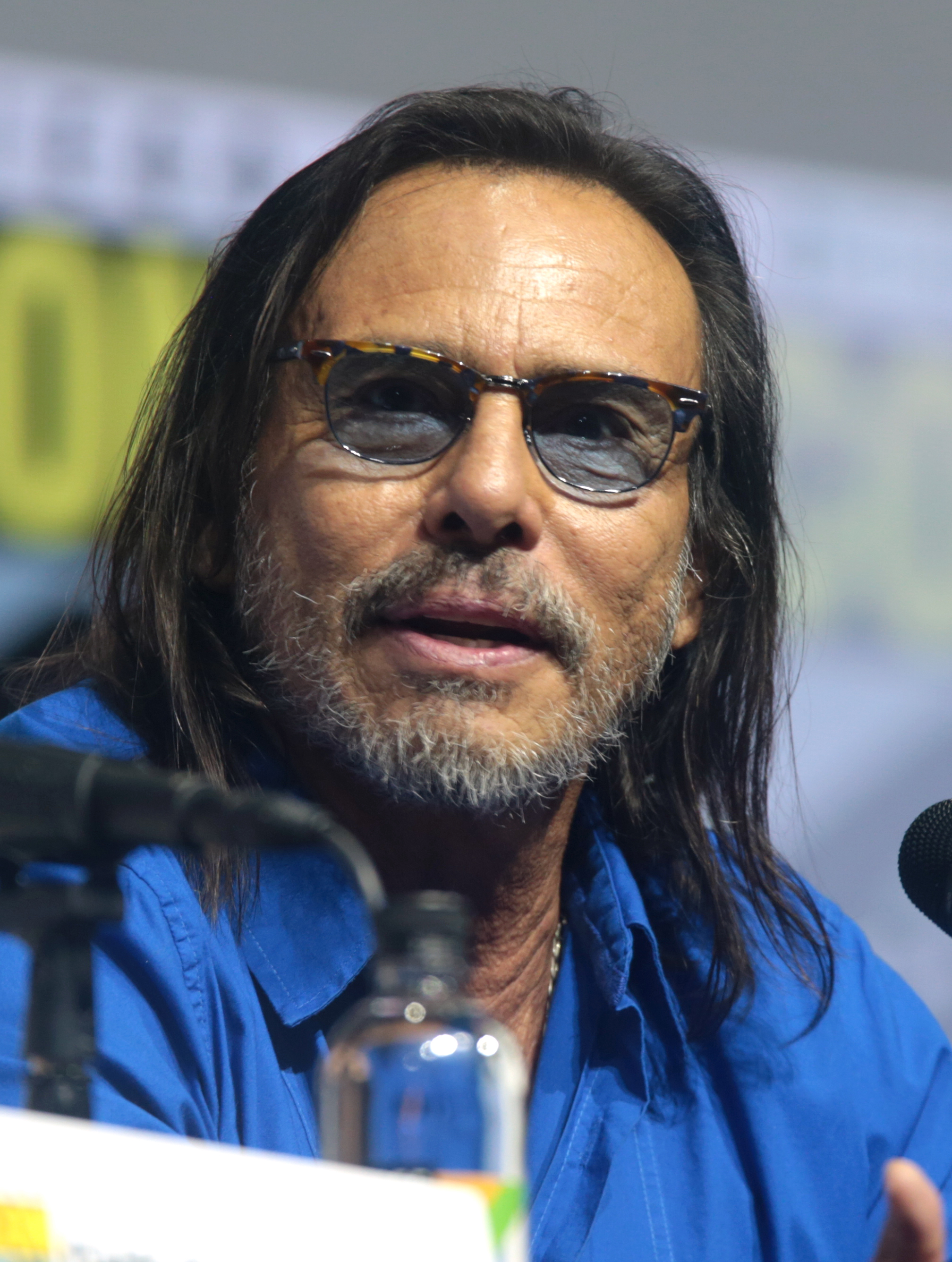
Raoul Trujillo dans le rôle de Che « Taza » Romero.
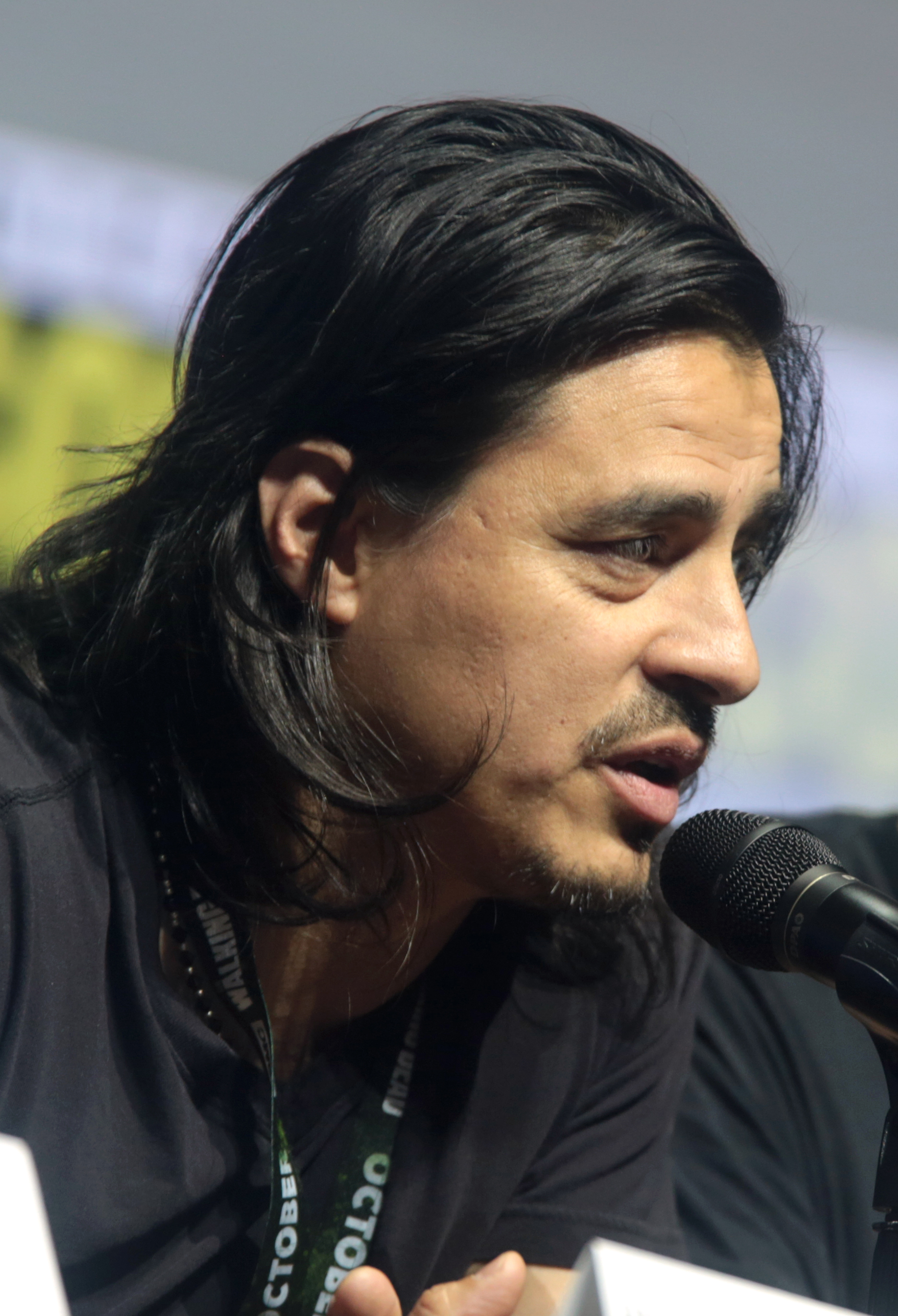
Antonio Jaramillo dans le rôle de Michael « Riz » Ariza.
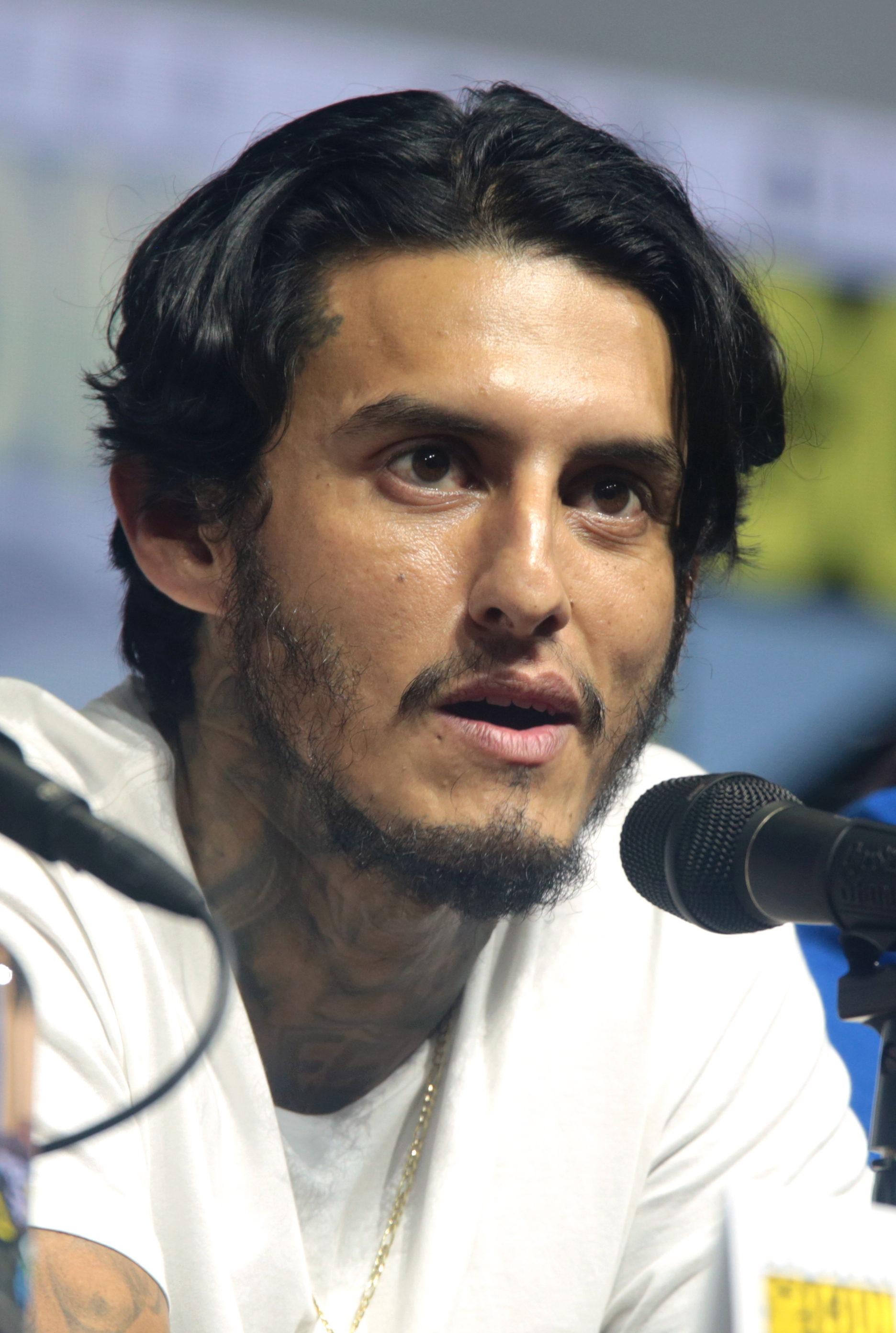
Richard Cabral dans le rôle de Johnny « Coco » Cruz.
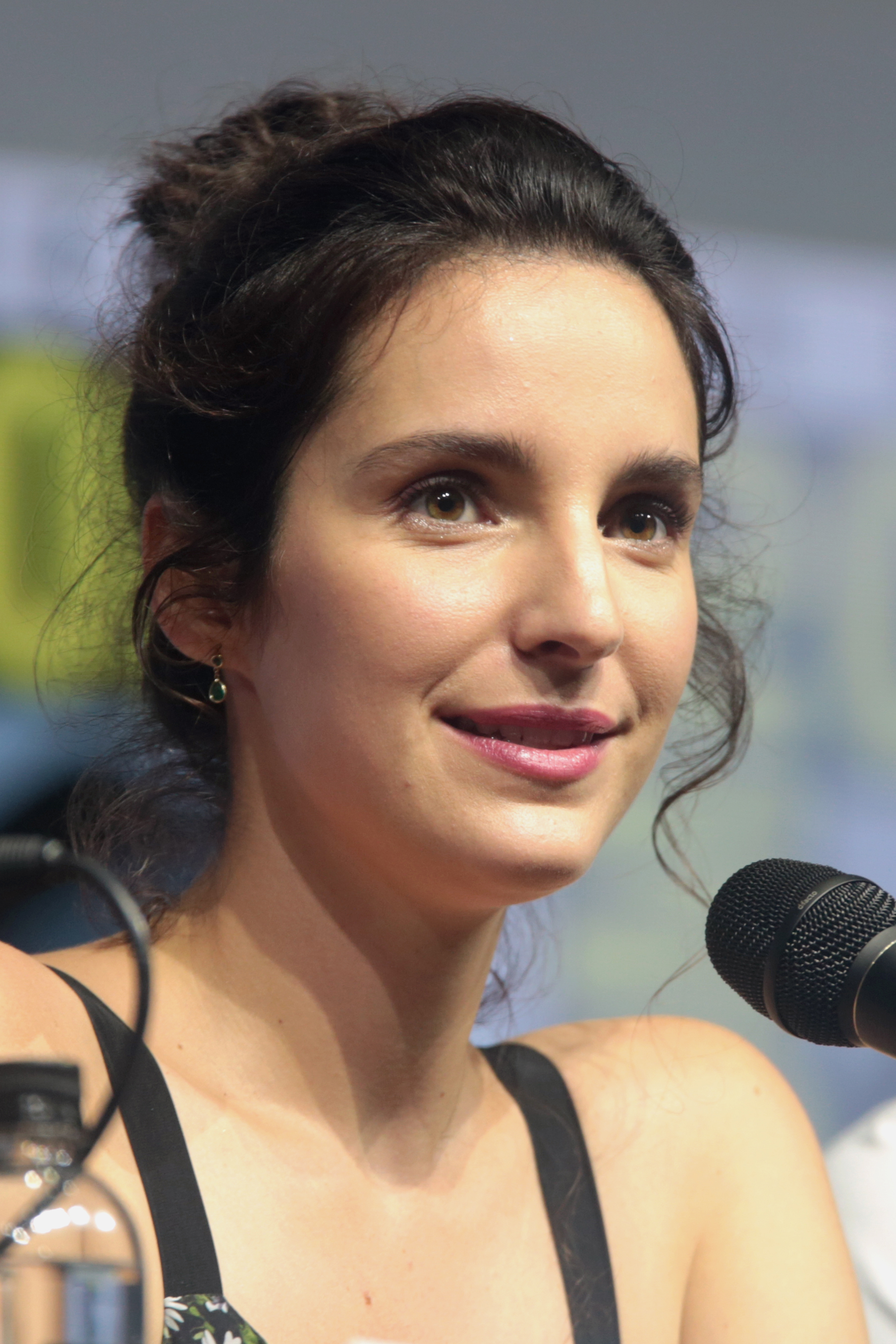
Carla Baratta dans le rôle de Louisa « Adelita » Espina.
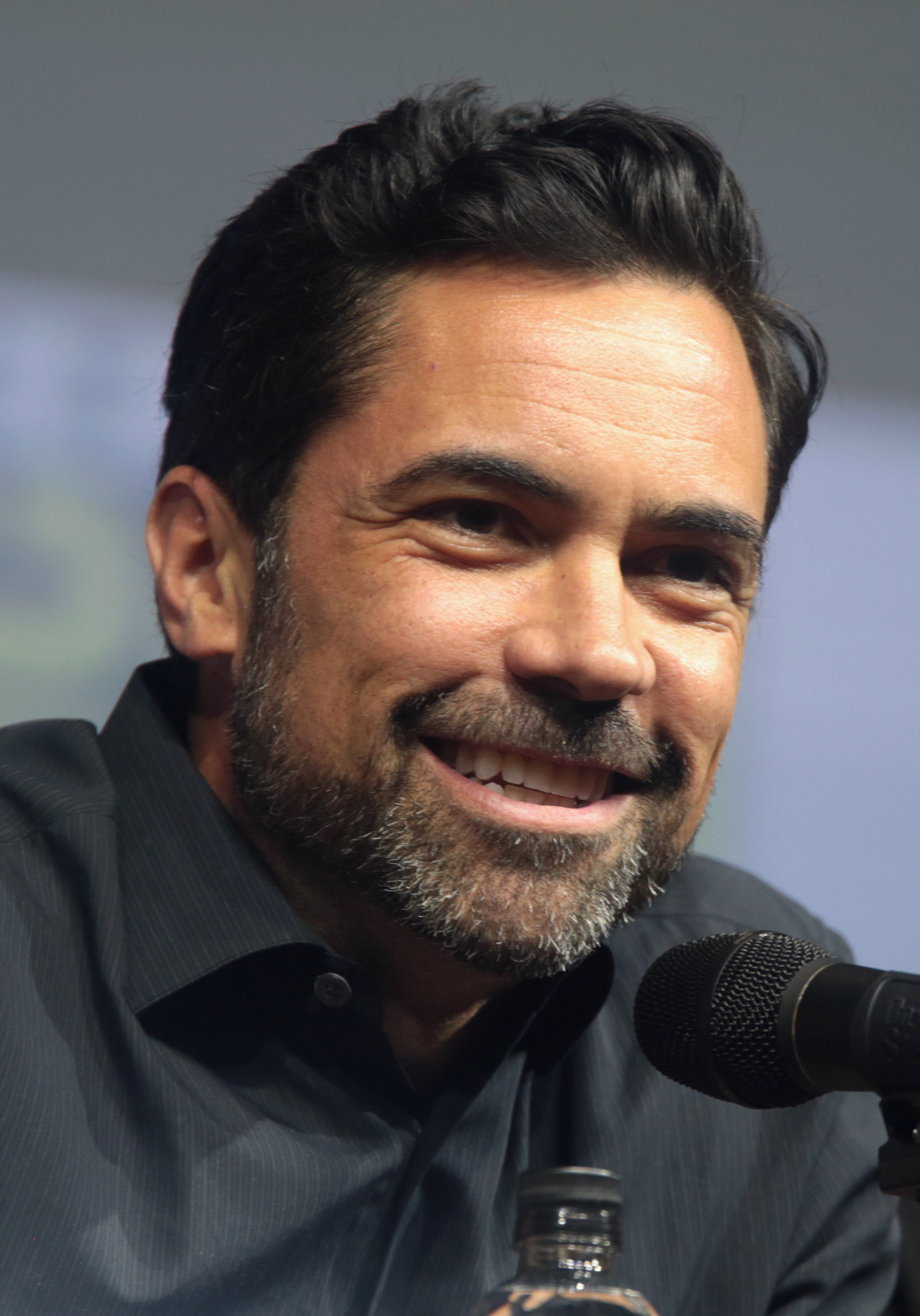
Danny Pino dans le rôle de Miguel Galindo.
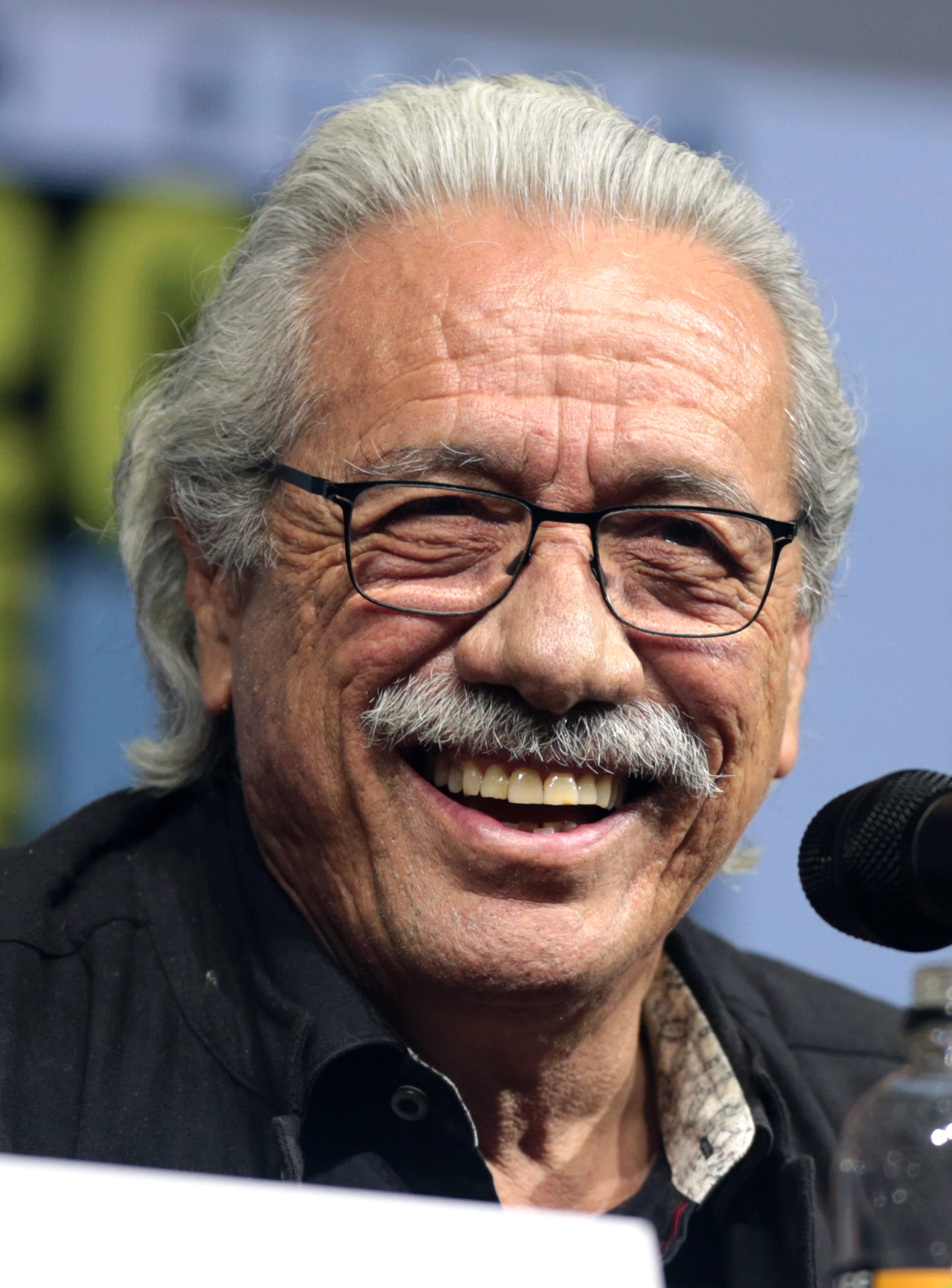
Edward James Olmos dans le rôle de Felipe Reyes.

### Acteurs récurrents
- Emilio Rivera (VF : Thierry Kazazian) : Marcus « El Padrino » Alvarez, président des Mayans du chapitre d'Oakland, président National des Mayans et cousin de Bishop
- Vincent “Rocco” Vargas (en) (VF : Cédric Dumond) : Gilberto « Gilly » Lopez
- Frankie Loyal Delgado (VF : Marc Bretonnière) : Hank « El Tranq » Loza
- Melony Ochoa : Mini
- Maurice Compte (VF : Benjamin Pascal) : Kevin Jimenez, agent de la DEA
- Tony Plana (VF : Jean Barney) : Devante, conseiller du cartel de Galindo
- Gino Vento (VF : Stéphane Miquel) : Nestor Oceteva, chef de la sécurité du cartel de Galindo)
- Ada Maris (en) (VF : Magali Barney) : Dita Galindo, mère de Miguel et veuve de Joseph Galindo
- Salvador Chacon (VF : David Dos Santos) : Pablo
- Alexandra Barreto (en) (VF : Louise Lemoine Torrès) : Antonia Pena, maire de la ville de Santo Padre
- Joseph Raymond Lucero (VF : Didier Cherbuy) : Neron « Creeper » Vargas
- Michael Marisi Ornstein (en) (VF : Antoine Levannier) : Chuck « Chucky » Marstein
- Edwin Hodge (VF : Mike Fédée) : l'officier Franky Rogan

### Invités
- Robert Patrick (VF : Gérard Darier) : Les Packer (épisode pilote)
- Peter Tuiasosopo (en) : Afa (épisode pilote)
- Katey Sagal (VF : Sylvie Ferrari) : Gemma Teller Morrow (épisode pilote)
- Noel G. : Louie (épisode pilote)
- Nomi Ruiz : Gracie (épisode 2)
- J. Adam Larose : Adam (épisode 3)
- Alexander Bedria (VF : Fabrice Lelyon) : l'agent de la DEA Santiago Martin Heimler
- Curtiss Cook (VF : Eilias Changuel) : l'agent de la DEA Bowen
- Ray McKinnon (VF : Franck Capillery) : le procureur-adjoint Lincoln Potter
- Joe Ordaz (VF : Jean-Luc Atlan) : Paco
- Emily Tosta (VF : Clara Soares) : Leticia Cruz
- David Labrava (VF : Rody Benghezala) : Happy
- Ray Nicholson : Hallorann (4 épisodes)

 Source et légende : version française (VF) sur RS Doublage, AlloDoublage et Doublage Séries Database

## Mayans M.C. du chapitre de Santo Padre
- Ezekiel « EZ » Reyes : Prospect (saisons 1 et 2) puis Membre (depuis l'épisode 10 de la saison 2) puis Vice-Président et Président (saisons 4 et 5)
- Obispo « Bishop » Losa : Président (Presidente) puis Vice-Président (saisons 4 et 5)
- Angel Reyes : Membre puis Secrétaire (Él Secretario)
- Hank « El Tranq » Loza : Sergent d'armes (El Pacificador)
- Che « Taza » Romero : Vice-Président (Vice-Presidente) puis Membre (saisons 4 et 5)
- Johnny « Coco » Cruz : Membre (saisons 1 à 4)
- Gilberto « Gilly » Lopez : Membre
- Neron « Creeper » Vargas : Membre
- Michael « Riz » Ariza : Secrétaire (Él Secretario) (saisons 1 et 2)
- Esteban « Steve » Estrada : Prospect puis Membre (saisons 1 à 3)

## Production

### Développement
Le 11 mai 2016, il a été annoncé que FX avait commencé le développement de script officiel sur une spin-off de la série télévisée Sons of Anarchy. La ramification à longue rumeur, intitulée Mayans M.C., a été créée par Kurt Sutter et Elgin James, Les sociétés de production annoncées comme étant impliquées dans la série comprenaient Fox 21 Television Studios et FX Productions. Le 1er décembre 2016, FX a officiellement donné une commande pilote à la production. Il a également été annoncé que Kurt Sutter dirigerait l'épisode pilote de la série.
Le 5 juillet 2017, il a été annoncé que le pilote subirait des reprises et que Norberto Barba remplacerait Kurt Sutter en tant que directeur de l'épisode, car Sutter prévoyait de se concentrer exclusivement sur l'écriture de l'épisode. En outre, il a été signalé que divers rôles seraient refondus et que Barba ferait également office de producteur exécutif.
Le 5 janvier 2018, FX a annoncé lors de la tournée de presse annuelle de la Television Critics Association que la production avait reçu une commande de série pour une première saison composée de dix épisodes. Le 28 juin 2018, il a été annoncé que la série serait diffusée le 4 septembre 2018.
Le 1er octobre 2018, il a été annoncé que FX avait renouvelé la série pour une deuxième saison.
Le 4 novembre 2019, FX a renouvelé la série pour une troisième saison.
Le 3 mai 2021, FX a renouvelé la série pour une quatrième saison.
En juillet 2022, la série est renouvelée pour une cinquième saison, qui sera la dernière.

### Distribution des rôles
En février 2017, il a été annoncé qu'Edward James Olmos, John Ortiz, J. D. Pardo et Antonio Jaramillo avaient été interprétés dans les rôles principaux du pilote.
En mars 2017, il a été signalé que Richard Cabral, Sarah Bolger, Jacqueline Obradors et Andrea Londo avaient également été castés.
En octobre 2017, il a été annoncé que Michael Irby et Raoul Trujillo avaient été castés dans des rôles réguliers de la série.
En novembre 2016, il a été annoncé qu'Emilio Rivera allait reprendre son rôle de Marcus Álvarez de Sons of Anarchy dans la série.
Le 25 avril 2017, il a été annoncé que Carla Baratta remplacerait Andrea Londo dans le rôle d'Adelita. En outre, il a été signalé que Maurice Compte avait été joué dans un rôle potentiellement récurrent.
Le 1er mai 2017, il a été signalé qu'Efrat Dor rejoindrait le casting à un titre potentiellement récurrent.
En octobre 2017, il a été annoncé que Danny Pino et Vincent «Rocco» Vargas avaient été lancés dans le pilote avec Pino dans un rôle principal.
En avril 2018, il a été annoncé que Gino Vento et Tony Plana avaient été castés dans des rôles récurrents.
Le 22 juillet 2018, Kurt Sutter a révélé dans une interview à Deadline Hollywood qu'Ortiz et son personnage avaient été remplacés par Irby et son personnage lors des reprises de l'épisode pilote.

### Tournage
Le tournage principal de l'épisode pilote devait commencer en mars 2017.
En juillet 2017, il a été signalé que le pilote subirait des reprises qui auraient lieu à la fin de l'été 2017. Ces nouvelles prises de vue auraient commencé au cours de la semaine du 23 octobre 2017 à Los Angeles.

## Sortie

### Promotion
Le 8 mai 2018, FX a publié la première bande-annonce de la série. Le 19 juillet 2018, la bande-annonce officielle est sortie.

### Avant-première
Le 8 juin 2018, la série a présenté un aperçu officiel de la première mondiale au Festival annuel de télévision ATX à Austin, au Texas. Les co-créateurs Kurt Sutter et Elgin James, producteur exécutif / réalisateur Norberto Barba et les membres de la distribution ont participé au rallye de moto de la république du Texas au centre-ville d'Austin. Cela a été suivi d'une projection d'un clip exclusif de la série et d'un panel de questions-réponses au Paramount Theatre avec des invités, dont les producteurs Sutter, James et Barba, ainsi que des acteurs tels que JD Pardo, Clayton Cardenas, Sarah Bolger, Carla Baratta, Richard Cabral, Antonio Jaramillo, Emilio Rivera, Danny Pino, Michael Irby, Vincent «Rocco» Vargas, Raoul Trujillo et Frankie Loyal.
Le 22 juillet 2018, la série a tenu un panel au San Diego Comic-Con dans le hall H du San Diego Convention Center à San Diego, en Californie. Le panel était présenté par Lynnette Rice de Entertainment Weekly et comprenait les créateurs Sutter et James ainsi que l'acteur J. D. Pardo. Le panel a également inclus une projection des treize premières minutes de l'épisode pilote.
Le 28 août 2018, la série a eu sa première officielle au Grauman's Chinese Theatre de Los Angeles, en Californie. Les participants étaient J. D. Pardo, Edward James Olmos, Sarah Bolger, Michael Irby, Clayton Cardenas, Kurt Sutter, Katey Sagal, Raoul Trujillo, Danny Pino, Antonio Jaramillo, Richard Cabral, Maurice Compte, Carla Baratta, Emilio Rivera et Yadi Valeria.

### Diffusion
- Amérique du Sud : FoxPremium
- Canada : FXNow
- Australie : Showcase
- Nouvelle-Zélande : Neon
- France : Canal+
- Belgique : Disney+

## Épisodes

### Première saison (2018)
1. Sang pour sang (Perro/Oc)
2. Scorpion (Escorpión/Dzec)
3. Affaires internes (Búho/Muwan)
4. Les Guerriers (Murciélago/Zotz)
5. Traumatismes (Uch/Opossum)
6. Espions (Gato/Mis)
7. L'Accord (Cucaracha/K'uruch)
8. Alliance forcée (Rata/Ch'o)
9. Le Serpent (Serpiente/Chikchan)
10. Fin de partie (Cuervo/Tz'ikb'uul)

### Deuxième saison (2019)
Elle a été diffusée à partir du 3 septembre 2019.
1. Mercenaires (Xbalanque)
2. Réconciliation (Xaman-Ek)
3. Camazotz (Camazotz)
4. Revers (Lahun Chan)
5. Diversions (Xquic)
6. La vengeance des mercenaires (Muluc)
7. Les Cages (Tohil)
8. Une nouvelle alliance (Kukulkan)
9. Itzam-Ye (Itzam-Ye)
10. Vengeance (Hunahpu)

### Troisième saison (2021)
Elle est diffusée depuis le 16 mars 2021.
1. Survivre (Pap Struggles with the Death Angel)
2. Stratégie (The Orneriness of Kings)
3. On peut pas toujours gagner (Overreaching Don't Pay)
4. La Face cachée du gang (Our Gang's Dark Oath)
5. Plans secrets (Dark, Deep-Laid Plans)
6. Prières et mensonges sont incompatibles (You Can't Pray a Lie)
7. Choisir son camp (What Comes of Handlin' Snakeskin)
8. Conflits de famille (A Mixed-up and Splendid Rescue)
9. L'Ombre de la mort (The House of Death Floats By)
10. Dernier chapitre (Chapter the Last, Nothing More to Write)

### Quatrième saison (2022)
Elle est diffusée depuis le 19 avril 2022.
1. Le nettoyage du temple (Cleansing of the Temple)
2. Le bord du gouffre (Hymn Among Ruins)
3. L'avenir du Club (Self Portrait in a Blue Bathroom)
4. Un corbeau est passé (A Crow Flew By)
5. À la mémoire de nos frères (Death of the Virgin)
6. Soif de vengeance (When I Die, I Want Your Hands on my Eyes)
7. Face au miroir (Dialogue with the Mirror)
8. La rage d'un homme (The Righteous Wrath of an Honorable Man)
9. L'appel de Saint Matthieu (The Calling of Saint Matthew)
10. De la poussière et des cadavres (When the Breakdown Hit at Midnight)

### Cinquième saison (2023)
Cette dernière saison de dix épisodes est diffusée depuis le 24 mai 2023.
1. I Hear the Train A-Comin
2. Lord Help My Poor Soul
3. Do You Hear the Rain
4. I See the Black Light
5. I Want Nothing but Death
6. My Eyes Filled and Then Closed on the Last of Childhood Tears
7. To Fear of Death, I Eat the Stars
8. Her Blacks Crackle and Drag
9. I Must Go in Now for the Fog is Rising
10. Slow to Bleed Fair Son

## Autour de la série

### Liste des gangs de la série
- Mayans MC Southern Cali du chapitre de Santo Padre
- Mayans MC Northern Cali du chapitre d'Oakland
- Cartel de Galindo
- Sons of Anarchy Southern Cali
- Les Samoans
- Les chinois
- Swole Boys MC (club composé de membres roulant en moto de type sportive)
- Grim Bastards
- Storm 88
- Iron War MC (Club composé de policier corrompu et d'officier correctionnel)
- LNG
- Los Olvidados (Faction Anarchiste mexicaine)

## Réception

### Réponse critique
La série a d'abord rencontré un accueil mitigé à positif de la part des critiques. Cependant, au fur et à mesure que la série progressait, la réception est devenue plus positive.

#### Saison 1
La première saison a rencontré une réaction mitigée à positive de la part des critiques. Sur le site Web d'agrégation d'avis Rotten Tomatoes, la série détenait une note d'approbation de 72 % avec une note moyenne de 6,43 sur 10, basée sur 36 avis après la première saison de diffusion. Le consensus critique du site Web se lit comme suit : « Mayans M.C. est un drame passionnant avec des personnages convaincants, mais il a du mal à trouver son rythme et les Tellers sont difficiles à oublier ». Sur Metacritic, la série a un score de 57 sur 100, basé sur 19 critiques, indiquant des "critiques mitigées ou moyennes".

#### Saison 2
La deuxième saison a reçu des critiques beaucoup plus positives que la première. Sur le site Web d'agrégation d'avis Rotten Tomatoes, la saison détient une note d'approbation parfaite de 100 % avec une note moyenne de 7,75 sur 10 basée sur 5 avis.